# Martin Jan van Mourik
Martin Jan Alexander van Mourik (Ravenstein, 28 november 1943) is een Nederlands emeritus hoogleraar in de rechtsgeleerdheid, oud-notaris en columnist.

## Leven en werk
Van Mourik, zoon van een notaris, studeerde rechten aan de Katholieke Universiteit Nijmegen en promoveerde aldaar in 1970 bij Emile Luijten op De onderneming in het nieuwe huwelijksvermogensrecht. Beschouwingen over de onderneming en haar bijzondere plaats in het huwelijksvermogensrecht.
Tussen 1975 en 1987 was hij hoogleraar notarieel recht aan de Universiteit Leiden met als discipline het erfrecht. Van 1989 tot 2014 was hij als deeltijd-hoogleraar notarieel- en privaatrecht verbonden aan de Radboud Universiteit te Nijmegen. In 1989 trad hij als notaris toe tot de maatschap van Hekkelman Advocaten & Notarissen. Sinds 2009 heeft hij een eigen adviespraktijk.
Van Mourik publiceert veel op de rechtsgebieden die voor het notariaat van belang zijn, het relatievermogensrecht, erfrecht, vennootschapsrecht, ondernemingsrecht en het recht rond de notariële ambtsuitoefening. In 1969 verscheen zijn eerste artikel voor het Weekblad Privaatrecht, Notariaat en Registratie (WPNR) waarna voor dit tijdschrift meer dan 300 volgden, hij maakte 28 jaar deel uit van de redactie, waarvan sedert 2001 als voorzitter. In de periode 1968-2021 publiceerde Van Mourik ruim 680 artikelen en werken. Hij heeft nevenfuncties als redacteur bij juridische bladen en was columnist voor De Telegraaf en Omroep Gelderland.
In de functie van hoogleraar bij de Katholieke Universiteit Nijmegen voerde Van Mourik in 1993 met de emeriti Wim van der Grinten en Emile Luijten een vorm van "buitenparlementair verzet" aan, van het notariaat tegen het wetsvoorstel voor het nieuwe erfrecht. Men publiceerde een eigen wetsvoorstel gebaseerd op een notariële modelregeling uit 1958 ontworpen door Luijten en demonstreerde zo geen steun meer te willen verlenen aan het democratisch tot stand gekomen wetsvoorstel dat in het parlement werd behandeld. De regering zwichtte uiteindelijk onder deze druk en wijzigde het wetsvoorstel, het parlement ging daarmee akkoord.

## Privé
Sinds 1969 is Van Mourik gehuwd en heeft drie kinderen. Hij is de oudere broer van zanger Alex Roeka (Lex van Mourik)
Als hobby groef hij in zijn achtertuin een zestiende-eeuws vestingwerk naar Italiaans model op.